# Elizabeth Wilkinson
Elizabeth Wilkinson (fl. 1722–1733; también conocida como Elizabeth Stokes) fue una boxeadora inglesa de boxeo a puño limpio (bare-knuckle) y practicante de artes marciales históricas europeas. Estuvo activa durante las décadas de 1720 y 1730, y es considerada una de las primeras mujeres en el boxeo conocidas.
Durante su carrera, que se extendió por aproximadamente una década, fue descrita frecuentemente como una campeona y tenía la reputación de haber disputado 45 combates sin haber sido derrotada, aunque no se conservan registros oficiales de la época.
Más adelante en su carrera, participó en combates donde ella y su esposo —quien también era boxeador— luchaban contra otras parejas de hombre y mujeres. También era experta en el manejo de armas como dagas, espadas cortas y bastones largos.

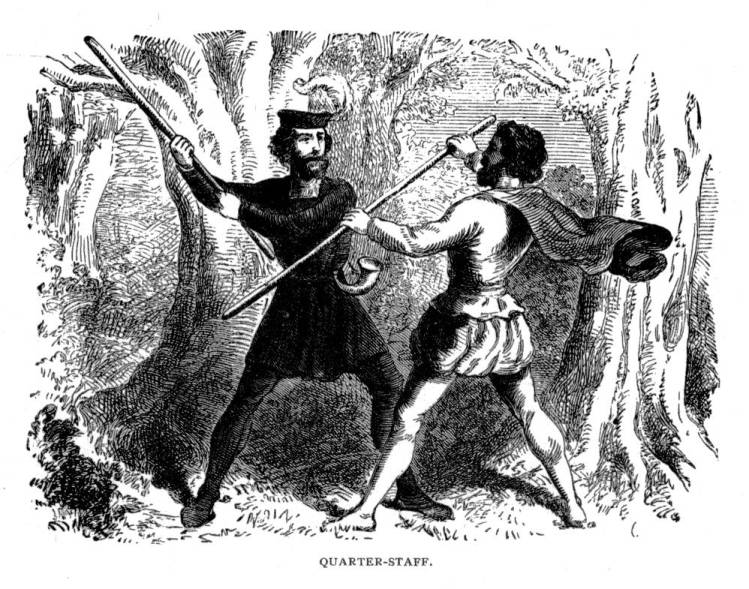
Combate con bastón largo

Fue una de las boxeadoras más famosas de su tiempo, y su trayectoria fue celebrada incluso en el siglo XIX por escritores como Pierce Egan y Thomas Moore.